# Wepet-renpet
| F15 |

| F15 |

| F15 |

| F15 |

| pr · D21 | X1 · D54 | M44 | t · N14 |

| pr · D21 | X1 · D54 | M44 | t · N14 |

| N11 · Z1 · Z1 · Z1 · Z1 |

| N11 · Z1 · Z1 · Z1 · Z1 |

| N37 | N35B |

| N37 | N35B |

| N11 · N14 |

| N11 · N14 |

| N11 · Z1 · Z1 · Z1 · Z1 · N35 |

| N11 · Z1 · Z1 · Z1 · Z1 · N35 |

| N37 · N35B |

| N37 · N35B |

Wepet-renpet, deutsch Öffner des Jahres hat im alten Ägypten den heliakische Aufgang des Sterns Sirius bezeichnet. Im Mondkalender zeigte dieses Ereignis an, dass darauf folgend mit dem ersten Sonnenaufgang nach Neumond, also mit dem neuen Monat auch der Achet und damit das neue Jahr beginnt.
Dieselbe Bezeichnung wurde dann auch für einen Monat verwendet. Im neuen Reich war das der letzte Monat im Verwaltungskalender.
Der ägyptische Name des Sirius war Sopdet und wurde zu Σῶθις [ˈsoːtis] gräzisiert. Der Sothisaufgang Peret Sopdet wurde als Fest im Verwaltungskalender fixiert.

## Hintergrund

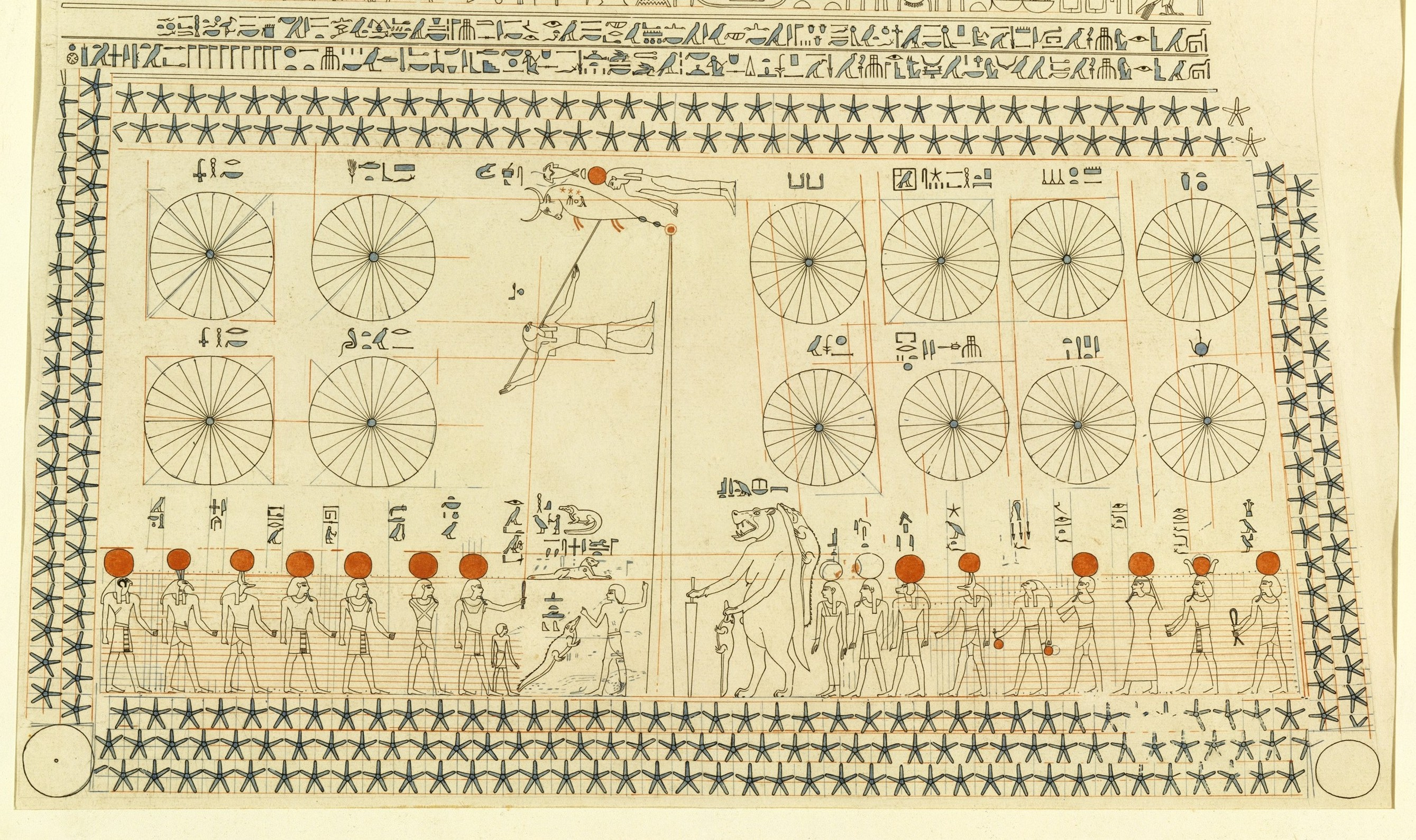
Kalender des Senenmut

Amenophis I. datierte im Ebers-Kalender das Erscheinen der Sothis auf den 9. Tag im dritten Schemu-Monat. Das ist in der ersten Hälfte des 11. Monats. In Calendars of Ancient Egypt. von Richard A. Parker wird daher die Schlussfolgerung formuliert, dass es sich bei dem Ebers-Kalender um den Verwaltungskalender handeln müsse, obwohl die Monatsangabe jahreszeitlich gebunden ist. Tatsächlich wurde jedoch der Sothisaufgang, wie auch andere „Feste der Zeitläufe“, die nur ein Mal im Jahr gefeiert wurden, an das Wandeljahr des Verwaltungskalenders gebunden gefeiert.
Während der Ebers-Kalender den Monat Wepet-renpet dabei scheinbar an die erste Stelle rückt, steht er in den Monatsübersichten in der Grabkammer des Senenmut sowie in den zugehörigen Festkalendern von Hatschepsut und Thutmosis III. an zwölfter und letzter Stelle.